# Криж-Горній
46°02′ пн. ш. 16°46′ сх. д. / 46.04° пн. ш. 16.76° сх. д.
Криж-Горній (хорв. Križ Gornji) — населений пункт у Хорватії, у Б'єловарсько-Білогорській жупанії у складі громади Зринський Тополоваць.

## Населення
Населення за даними перепису 2011 року становило 144 осіб.
Динаміка чисельності населення поселення: